# Jean-Léon Gérôme

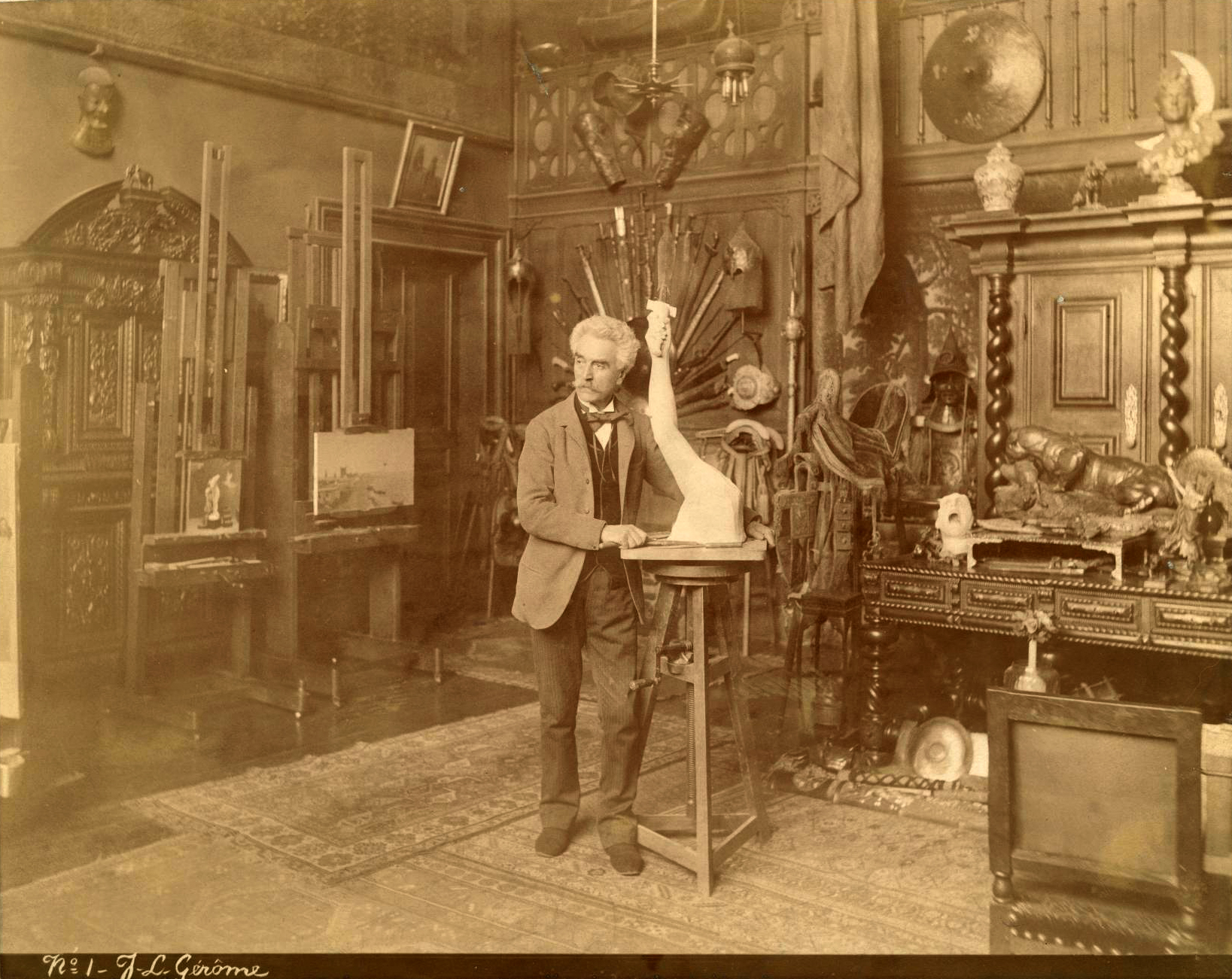
Jean-Léon Gérôme.

Jean-Léon Gérôme (11. května 1824, Vesoul (Haute-Saône) – 10. ledna 1904, Paříž, Francie) byl francouzský malíř a sochař 19. století, jehož malířské dílo tvoří převážně historické scény a portréty.

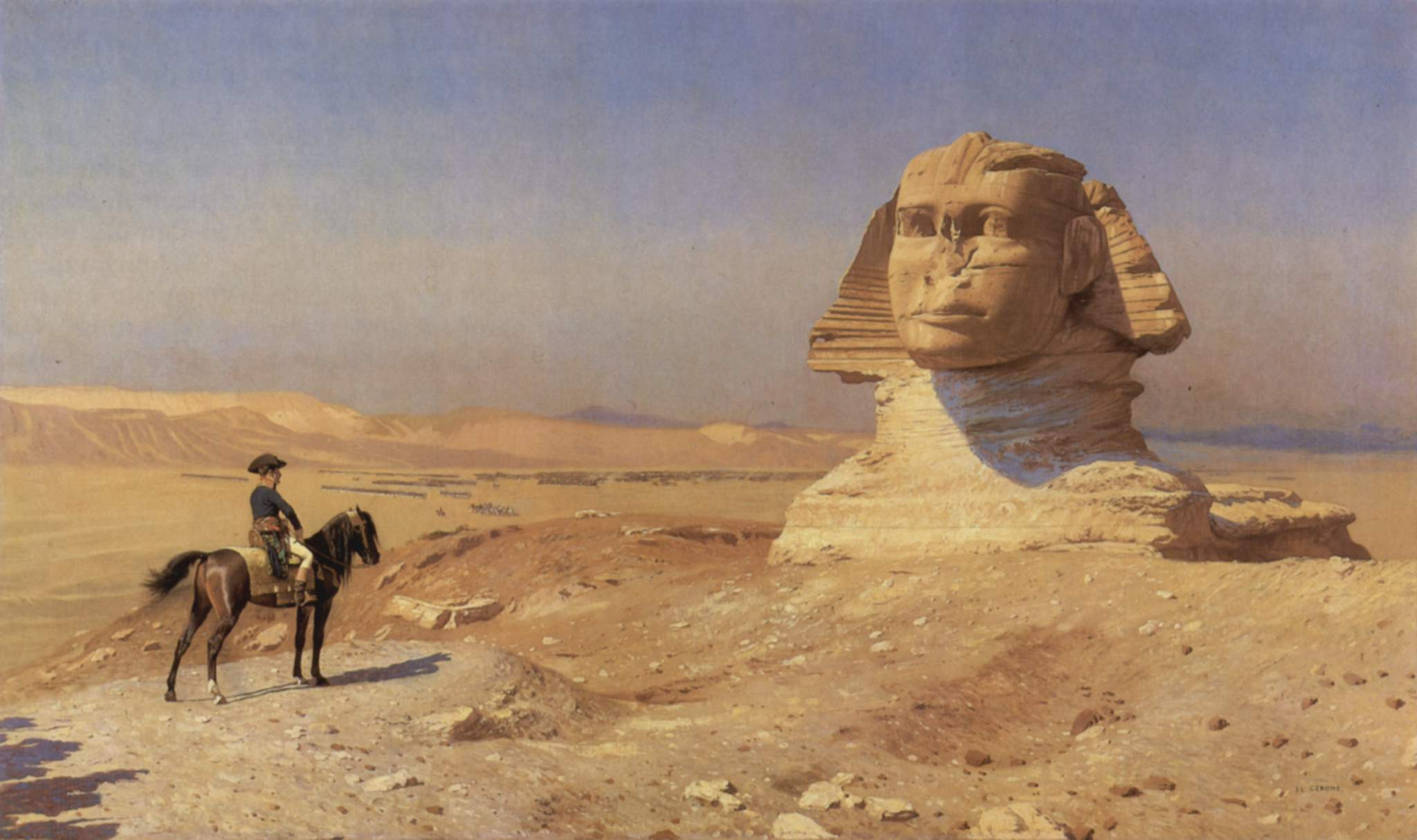
Napoleon I. Bonaparte před sfingou v Egyptě (1867–1868)

## Život a dílo
Narodil se ve Vesoulu (Haute-Saône) v roce 1824. Již na základní škole patřil mezi nejtalentovanější žáky, hlavně co se týče kresby a malby. V roce 1840 přesídlil do Paříže, kde studoval u Hippolyta Delaroche, kterého roku 1844 doprovázel do Itálie. Zde se živě zajímal o archeologické vykopávky v Pompejích, navštívil Řím, Neapol, byl ale také přitahován životem a přírodou, zde také namaloval některá svoje první důležitá plátna. V Itálii však onemocněl, proto se vrátil do Paříže. Poté studoval krátký čas u Charlese Gleyra, v roce 1846 se pokusil získat prestižní Římskou cenu, ale jeho pokus selhal, protože jeho kresba postavy byla hodnocena jako nedostatečná. Byl velmi zklamán, proto se rozhodl namalovat na základě svého studia řeckého a římského sochařství obraz Mladí Řekové u kohoutích zápasů, se kterým sklidil velký úspěch v Salonu roku 1847. Za tento obraz získal bronzovou medaili. Vzdal se nadějí na získání Římské ceny. Ale na dalším Salonu roce 1848 vystavil obrazy Panna Maria s Ježíškem a Anakreon s Bakchem a Kupidem. Za tyto obrazy obdržel stříbrnou medaili. V roce 1849 namaloval obraz V Interiéru a Portrét dámy. V roce 1851 vyzdobil vázy pro královnu Viktorii a jejího manžela prince Alberta, a tyto vázy se dnes nacházejí v Londýně.
V roce 1852 získal zakázku pro dvůr Napoleona III., obrovský obraz Augustova legie. Malováním tohoto obrazu strávil celé tři roky. Kvůli práci na tomto obraze se vydal do Turecka a Egypta , aby zde našel inspiraci. Obraz znázorňuje narození Krista a národy vzdávající čest římskému císaři. Jeho pověst vzrostla na Salonu roku 1857, kde vystavoval obrazy Souboj po plese, Egyptští zajatci překračující poušť nebo obraz Memnon a Sesostris. V roce 1858 se podílel na výzdobě paláce prince Napoleona, který od něj zakoupil, mimo jiné, jeho obraz Řecký interiér z roku 1850.
Maloval především historické a mytologické obrazy, které byly ve své době velice oblíbené, ale pouze u buržoazie a příznivců klasicismu. Moderně zaměření kritici, jako Paul de Saint-Victor nebo Maxime Du Camp, odsuzovali jeho chladné a vyspekulované kompozice a jeho povrchní rutinu. Věnoval se také různým orientálním námětům.
V té době slavil úspěchy díky zvolení do Institutu a jmenování rytířem Čestné legie v roce 1867. O dva roky později jej londýnská Královská akademie jmenovala svým čestným členem. Byl také pozván ke slavnostnímu otevření Suezského průplavu v roce 1869.
Na konci života se velmi zajímal o fotografii, kterou začal používat jako pomůcku k své malbě. V roce 1875 se stal profesorem na École des Beaux Arts v Paříži. Na této škole vyučoval mnoho žáků. Patřil však také k velkým odpůrcům impresionistů. Zemřel 10. ledna 1904 v Paříži.

## Výběr z díla
- Kohoutí zápas (1847)
- Řecký interiér (1848)
- Anakreon, Bacchus a Kupido (1848)
- Noc (kol.1850)
- Augustova legie (1852–55)
- Souboj po plese (1857)
- Moliére a Ludvík XIII. (1859)
- Diogénés (1860)
- Fryné před areopagem (1861)
- Smrt Caesara (1865)
- Napoleon před sfingami (1867–58)
- Police verso (1874)
- Velký bazén v Brousse (1885)
- Autoportrét (1886)
- Parní lázeň (1889)
- Pygmalion a Galatea (1890)
- Prohlídka otrokyně (1890)
- Ženy v lázni (1895)
- Koupající se ženy (1898)

## Žáci
Mezi jeho žáky patřili:
- Dagnan-Bouveret
- Georges Ferdinand Bigot
- Frank Boggs
- Frederick Arthur Bridgman
- Dennis Miller Bunker
- Kenyon Cox
- William DeLeftwich Dodge
- Wynford Dewhurst
- Lecomte du Nouy
- Thomas Eakins
- Wyatt Eaton
- Delphin Enjolras
- Alexander Harrison
- Vlastimil Hofmann
- Vojtěch Hynais
- Robert Lee MacCameron
- Siddons Mowbran
- Aloysius O'Kelly
- Lawton Parker
- Paul Peel
- Harper Pennington
- William Picknell
- Julius Stewart
- Abbott Handerson Thayer
- Vasilij Vasiljevič Vereščagin
- Douglas Volk
- Julian Alden Weir

## Dílo

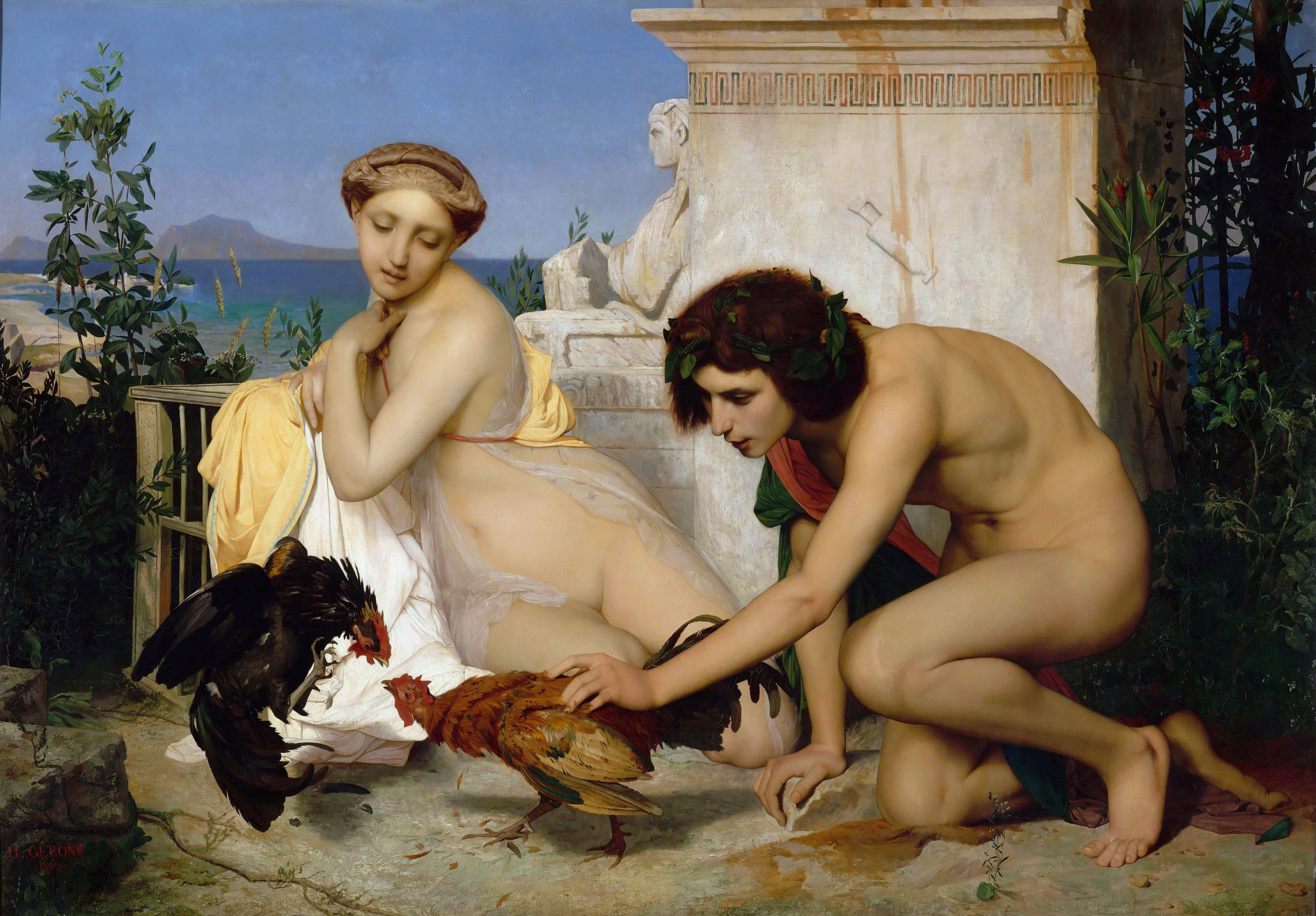
Kohoutí zápas (1846)
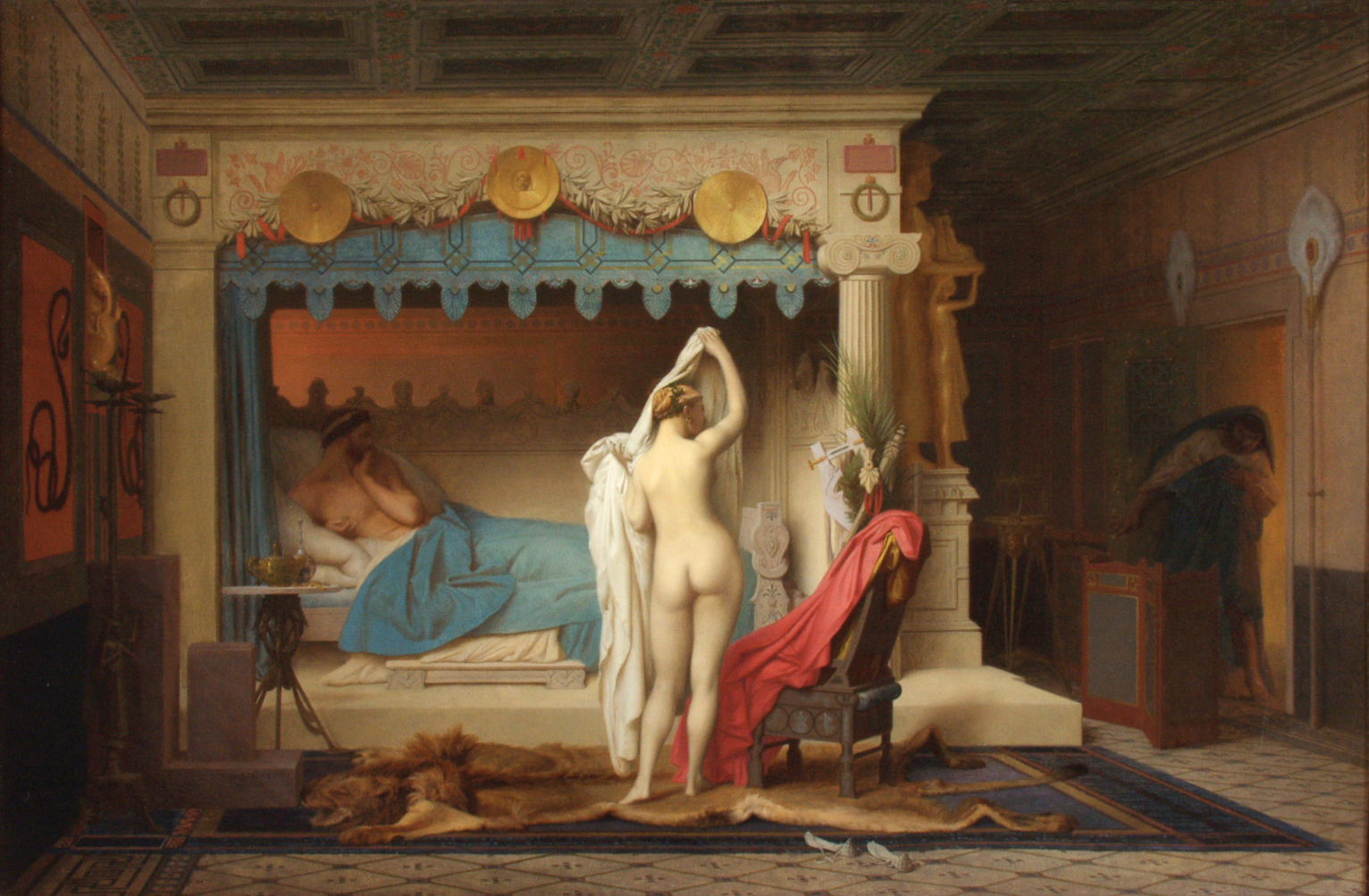
Král Kandaules (1859)
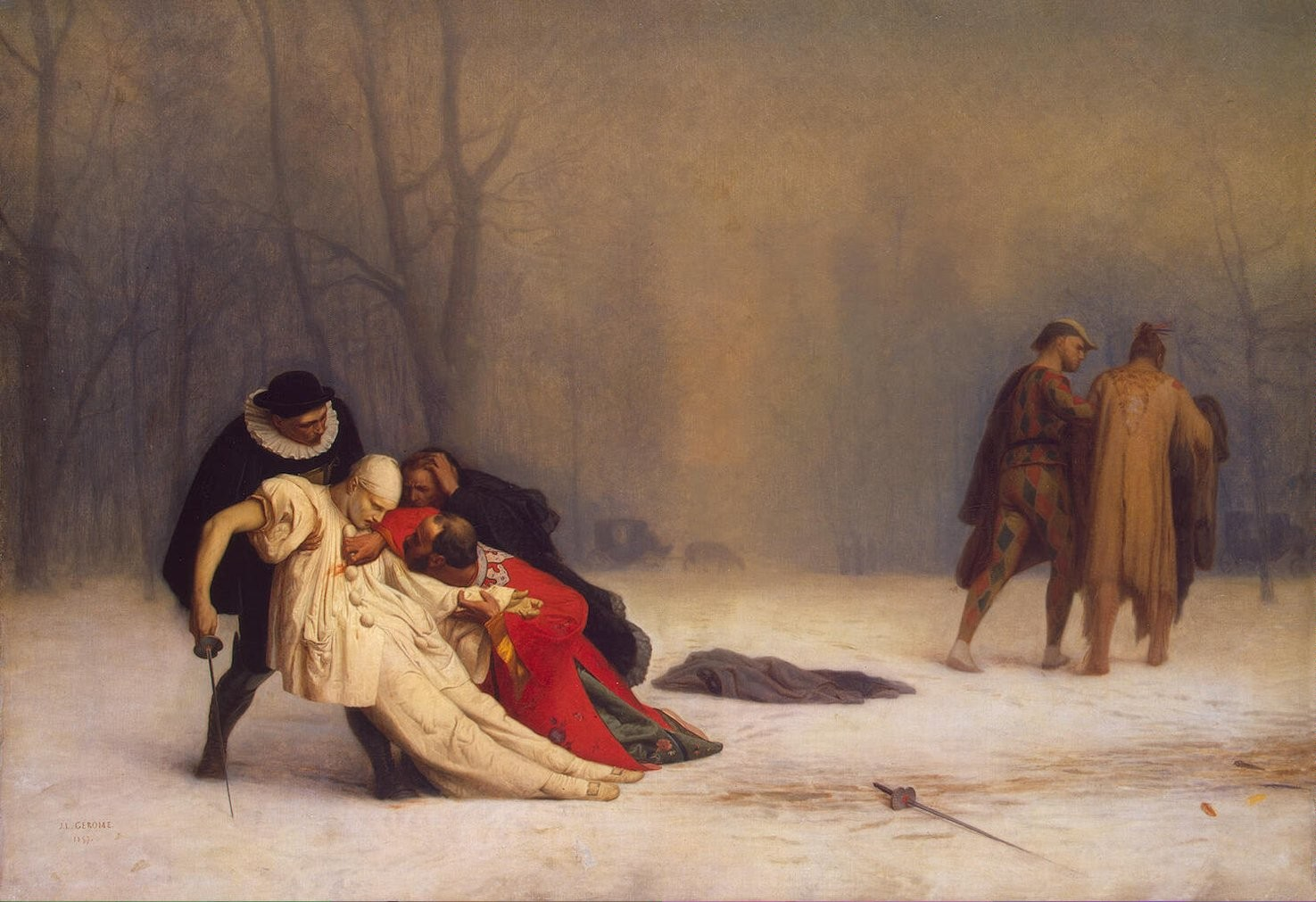
Souboj po plese (1857)
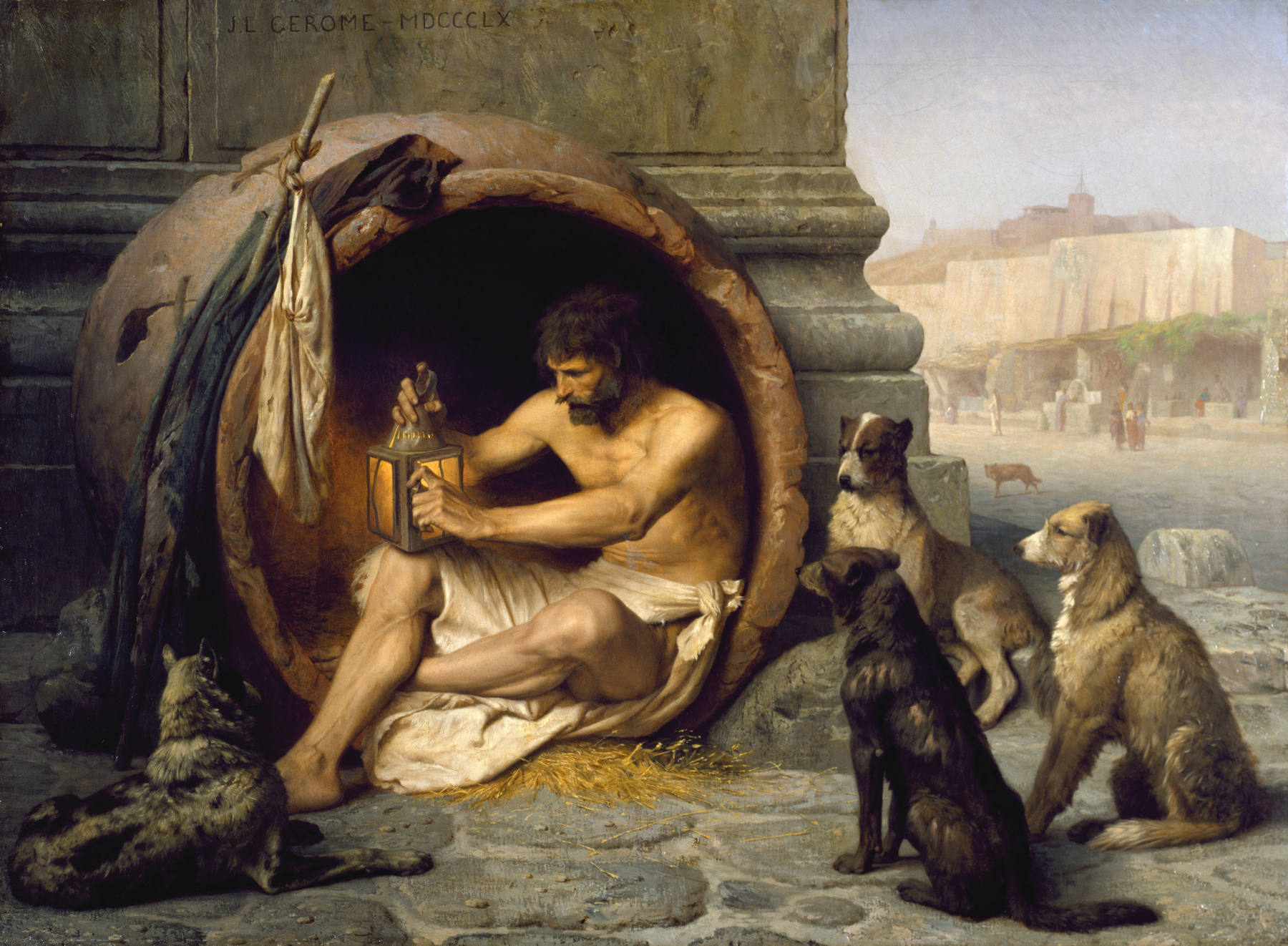
Diogénés (1860)
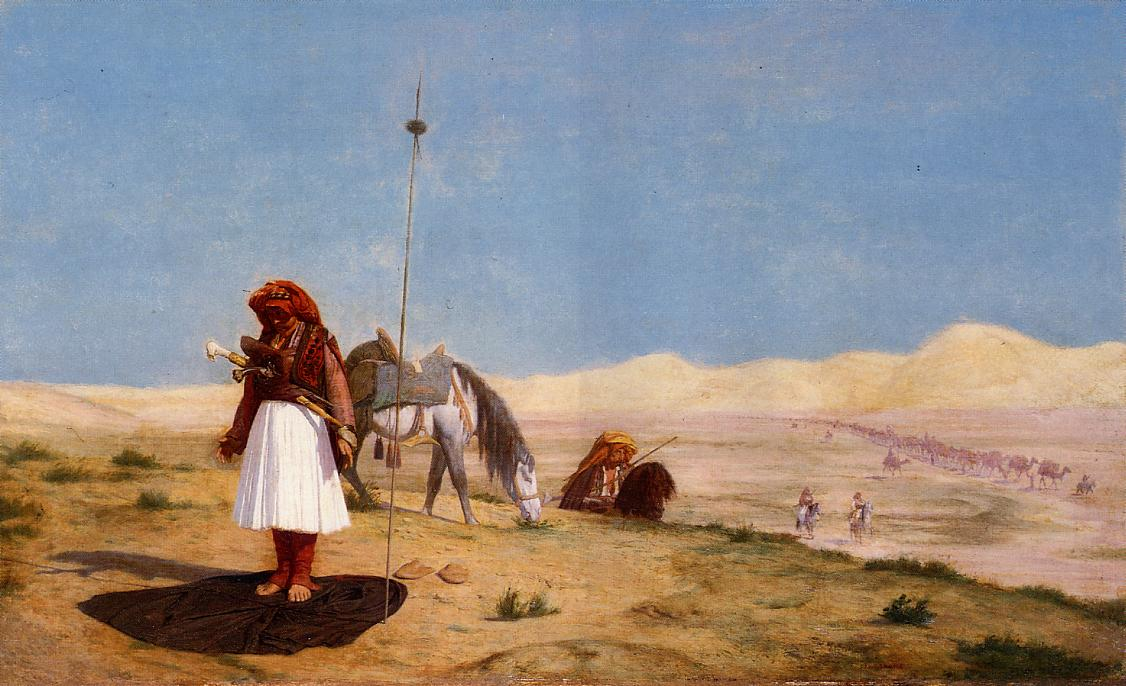
Modlitba v pustině (1864)
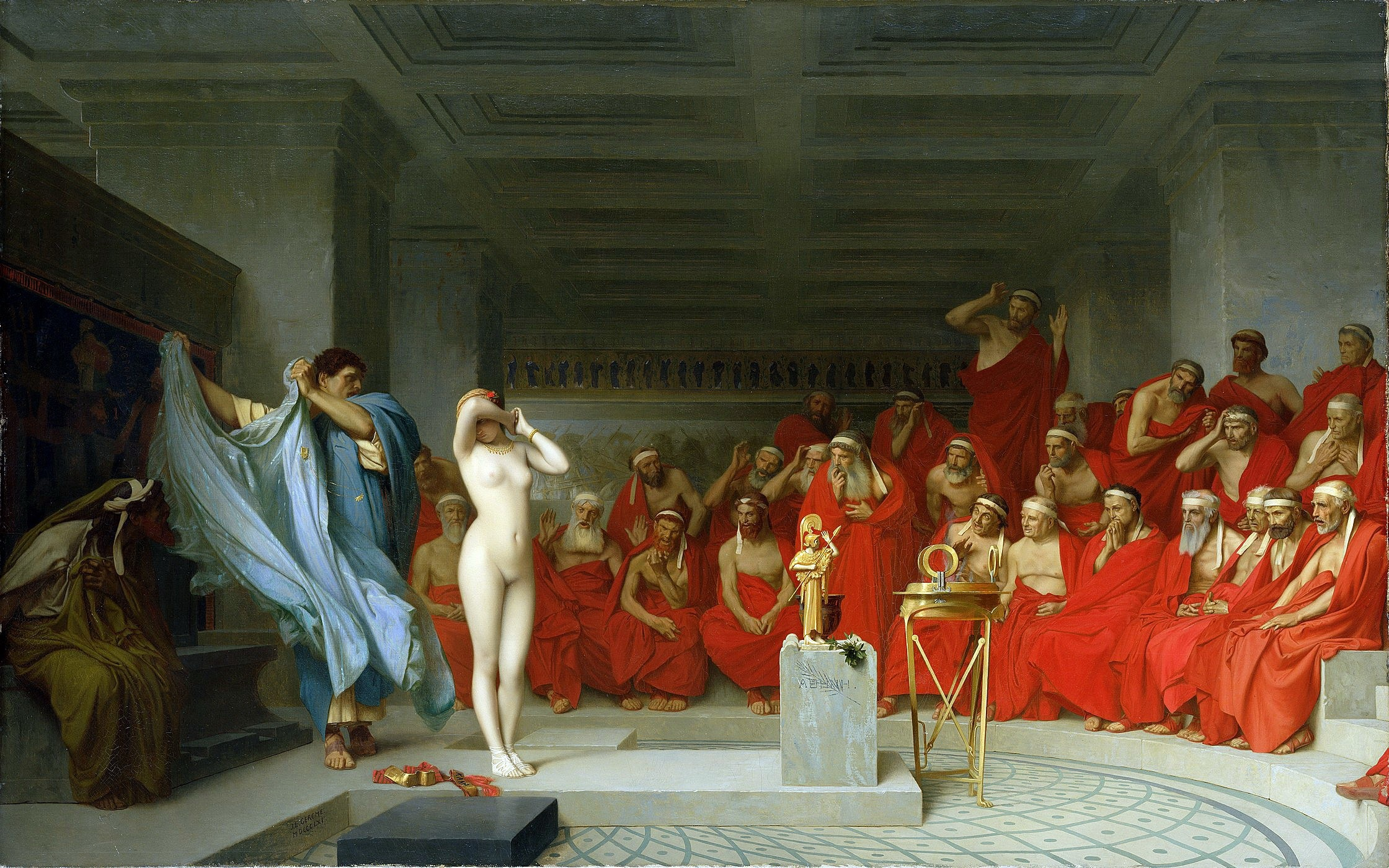
Fryné před areopagem (1861)
Muezzin (1879)
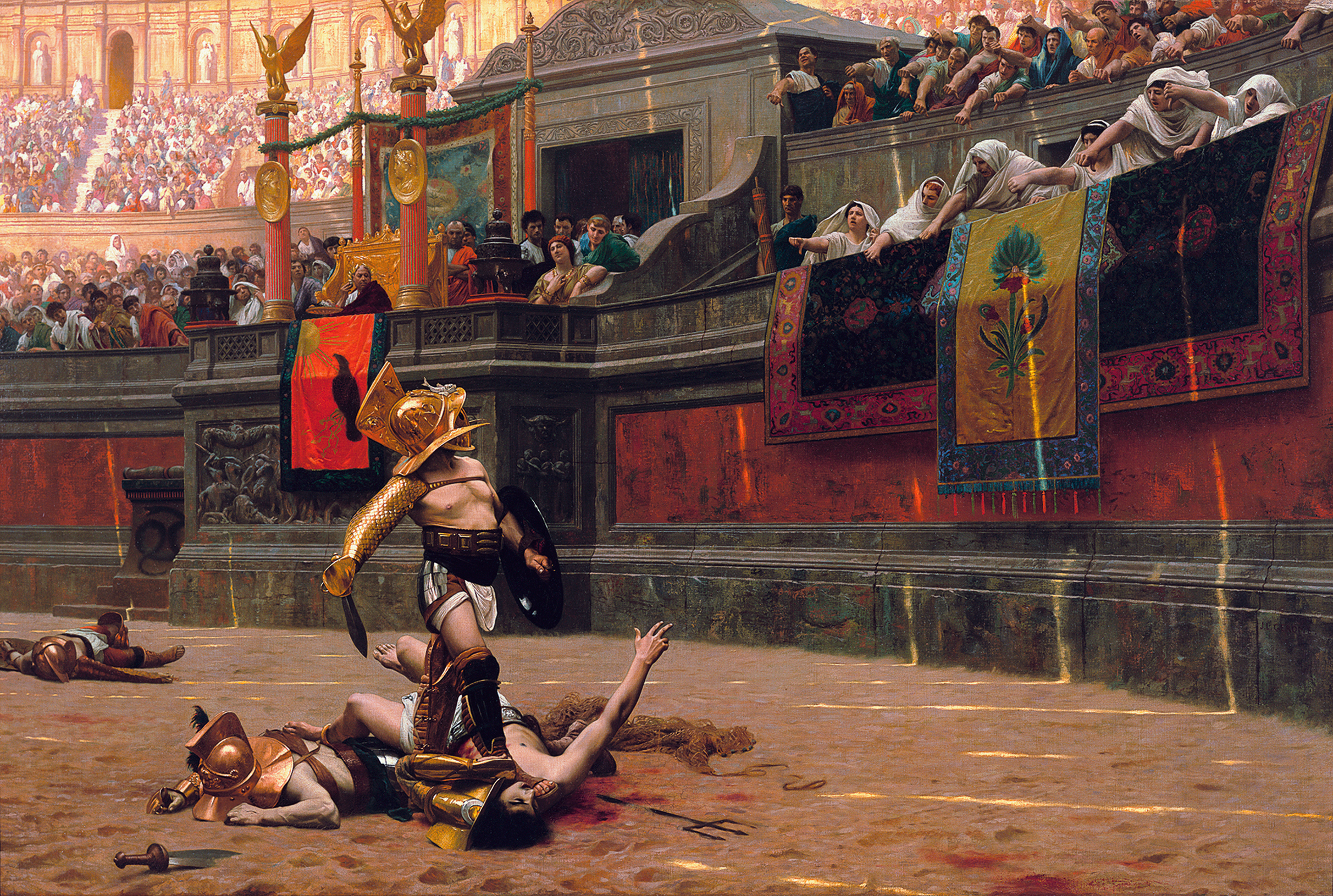
Palce dolů (1874)
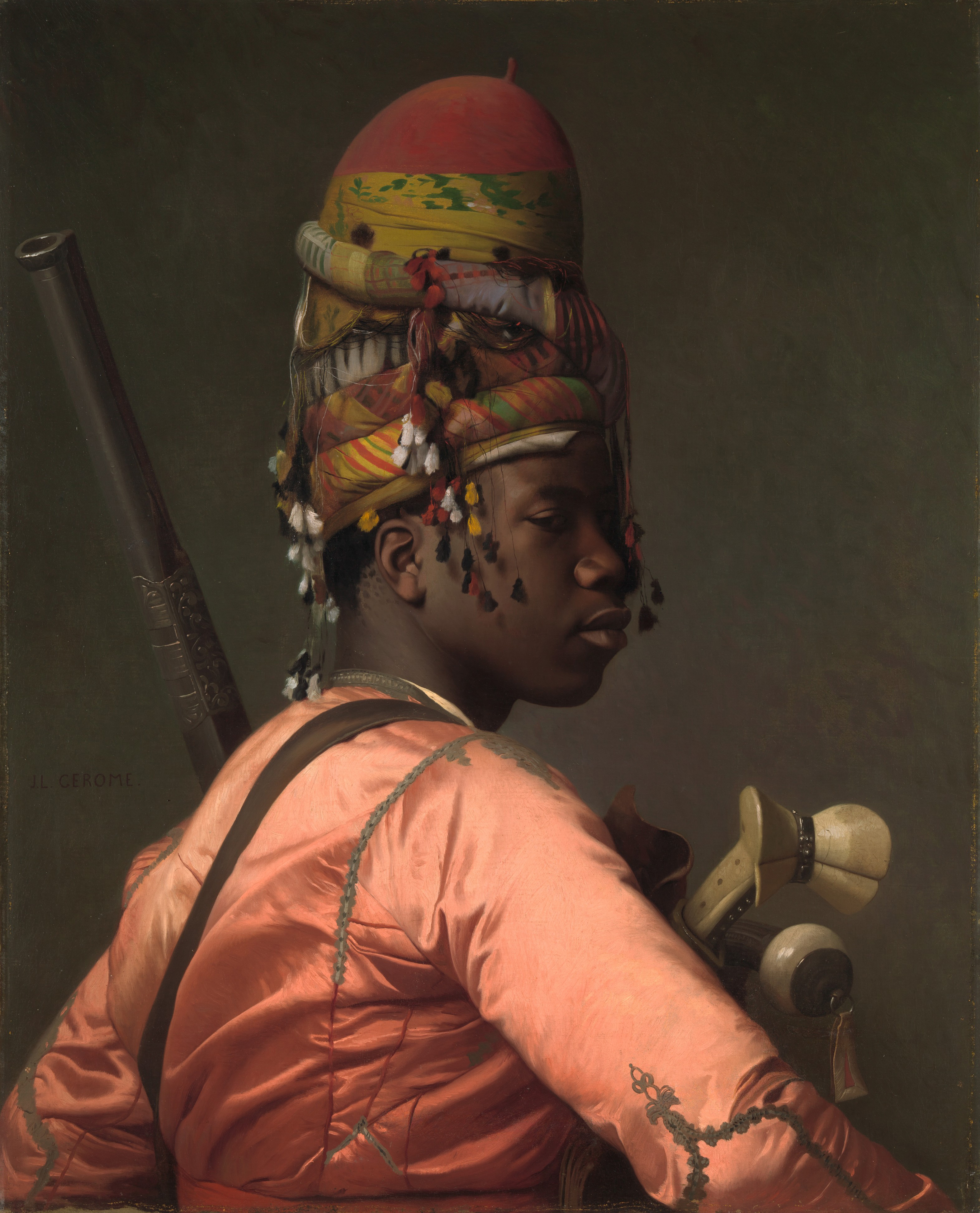
Černý divoch (1869)
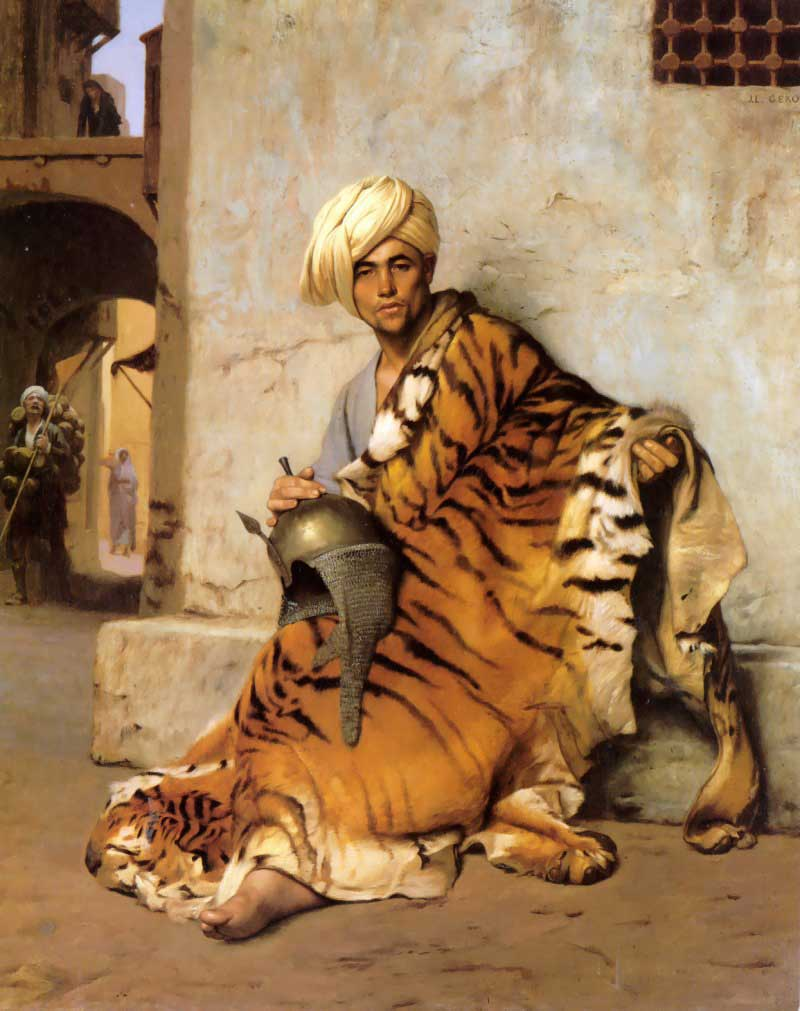
Prodavač kožešin v Káhiře 1869
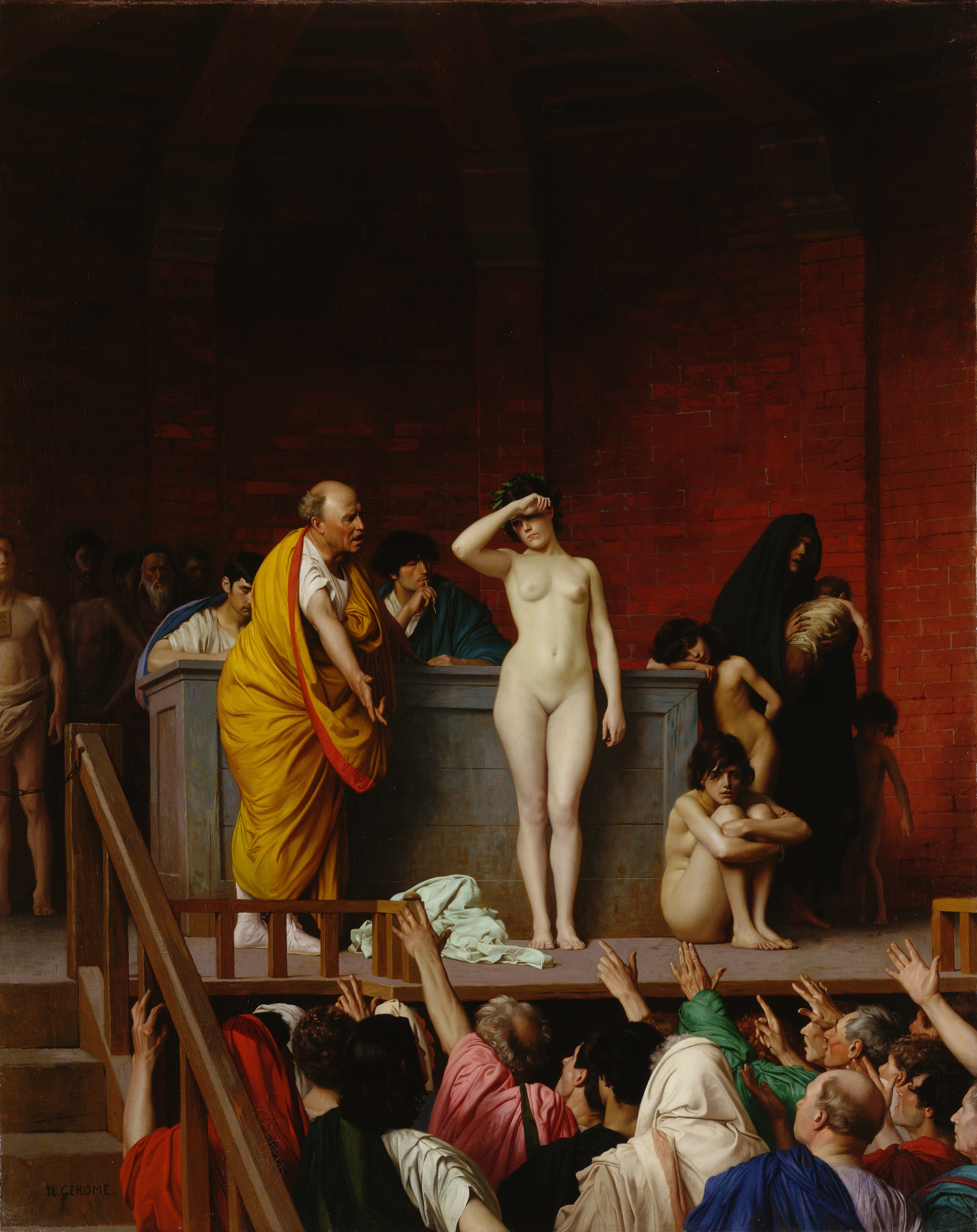
Trh s otrokyněmi (1884)
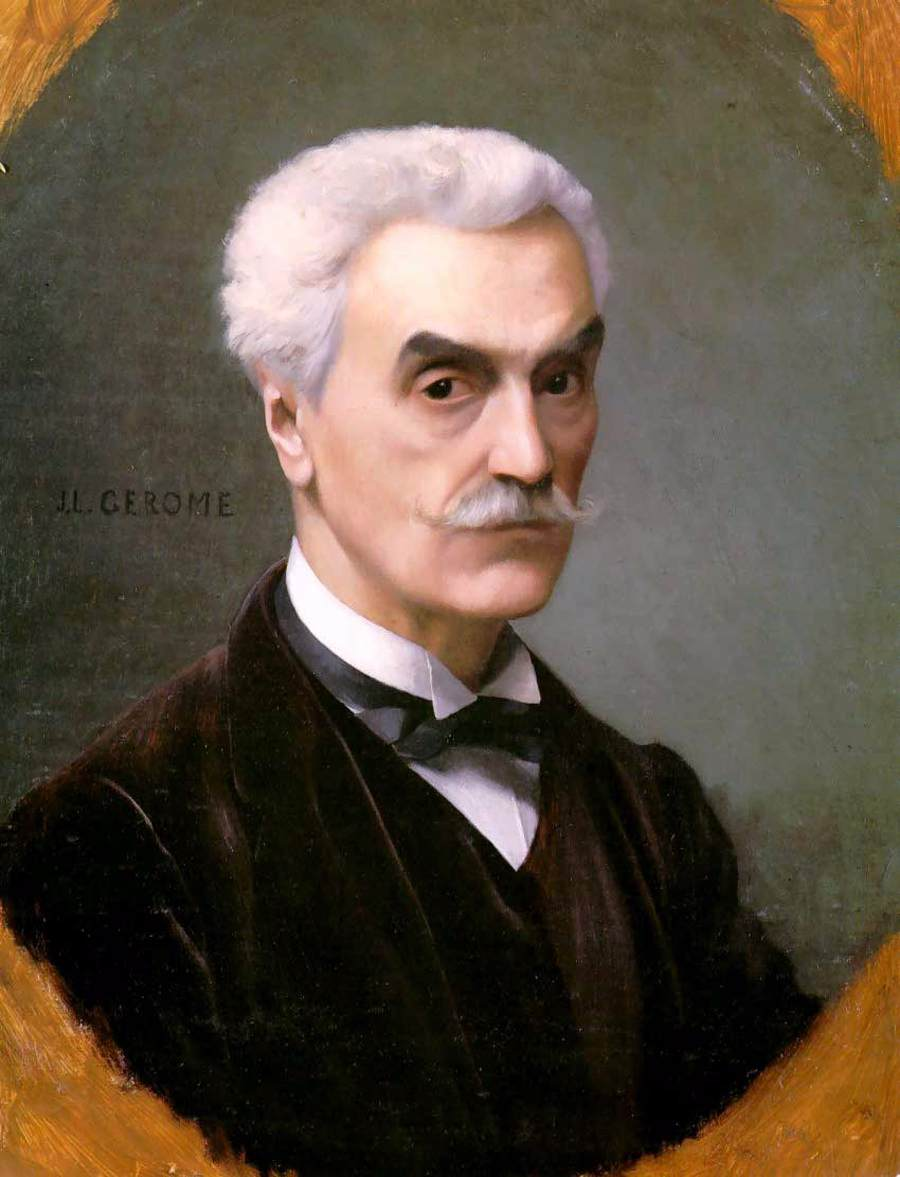
Autoportrét z roku 1886
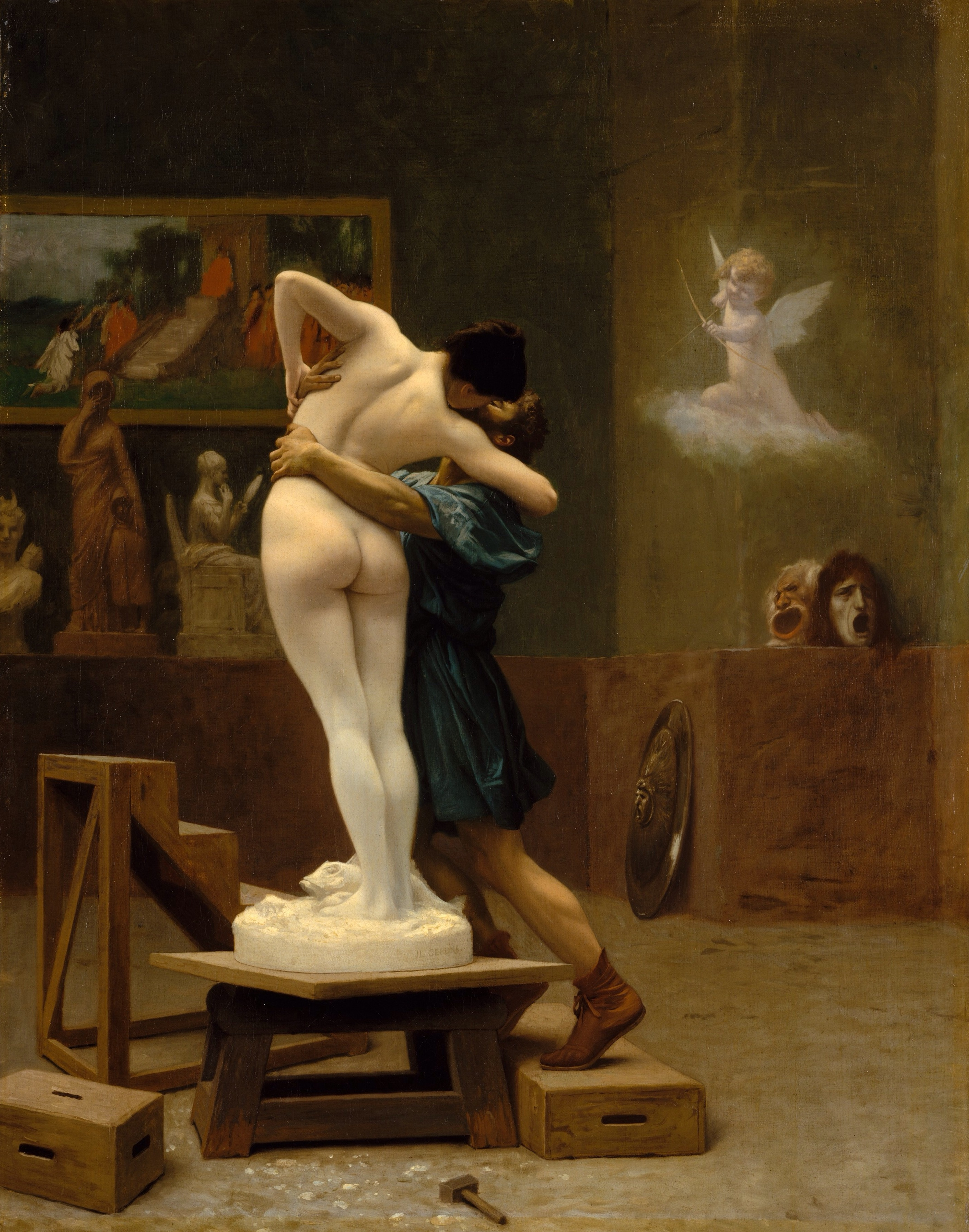
Pygmalion a Galatea (1889)
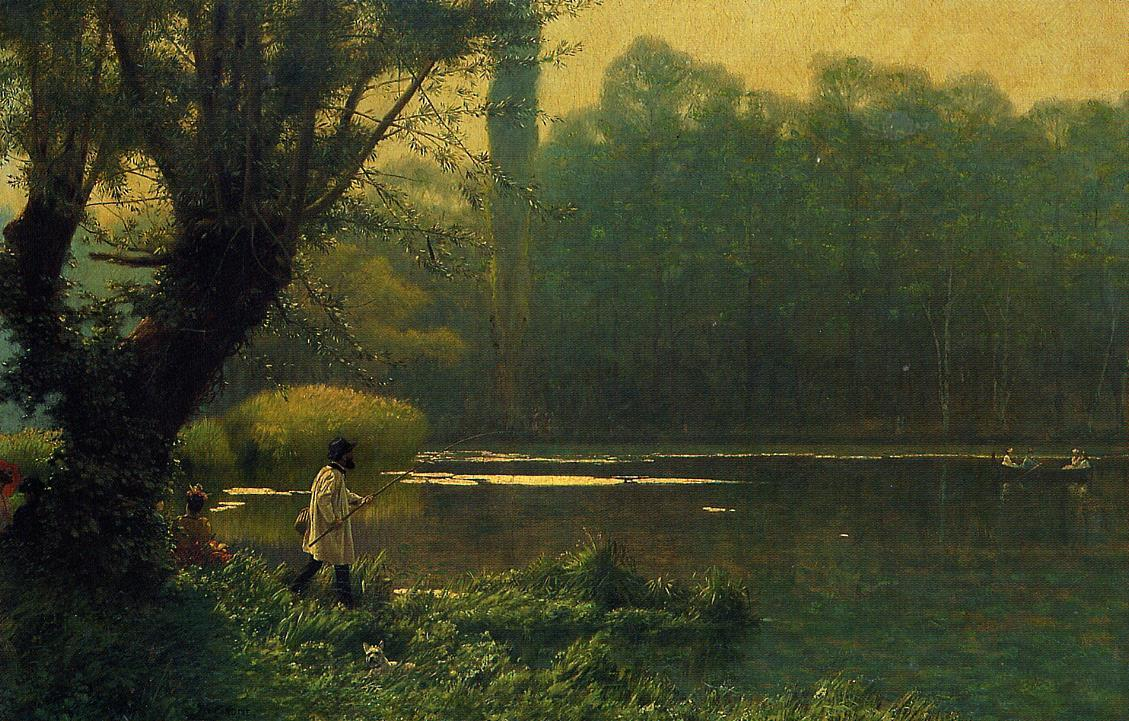
Letní odpoledne na jezeře ( asi 1895)
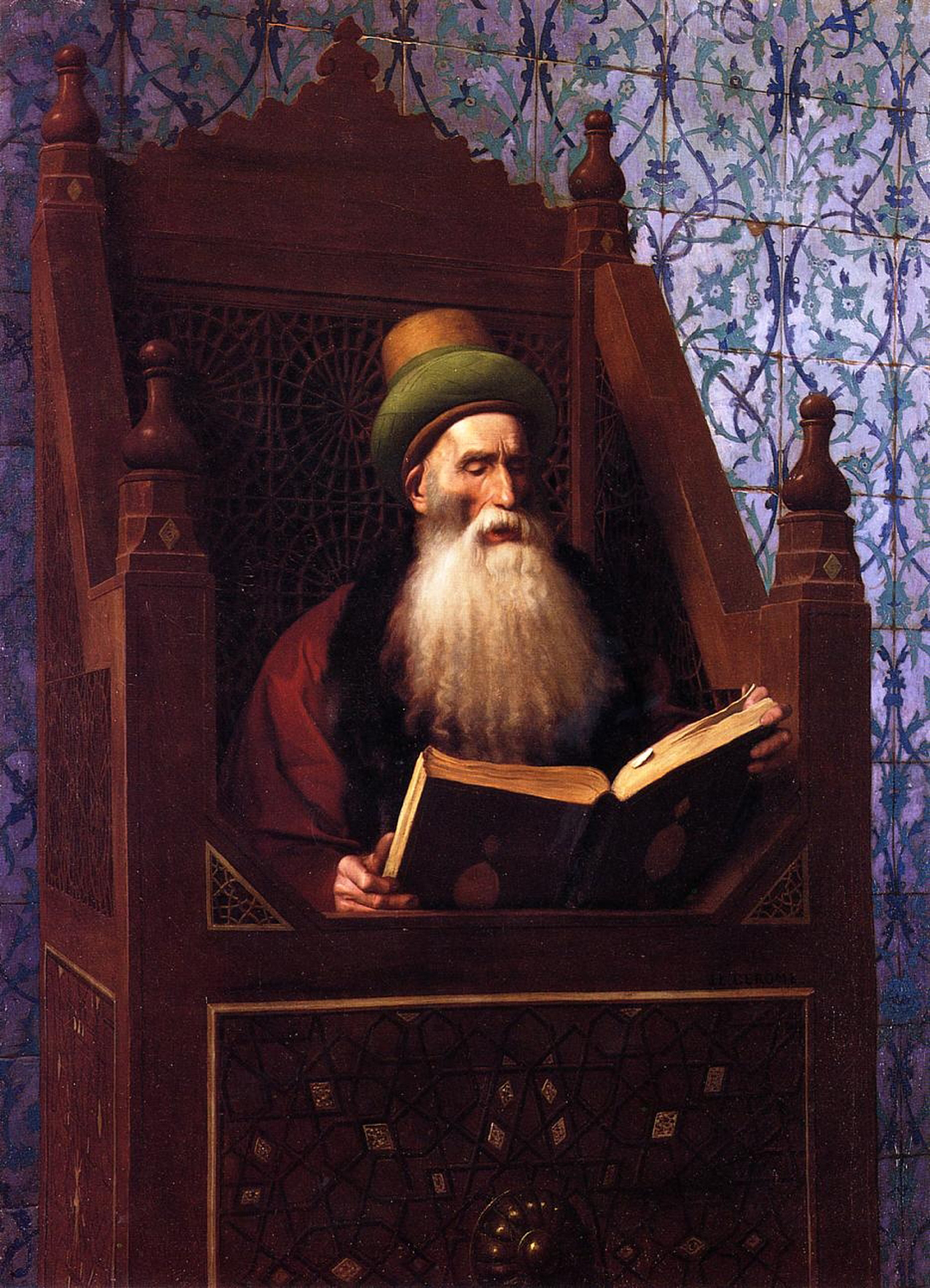
Čtoucí muftí (asi 1900)
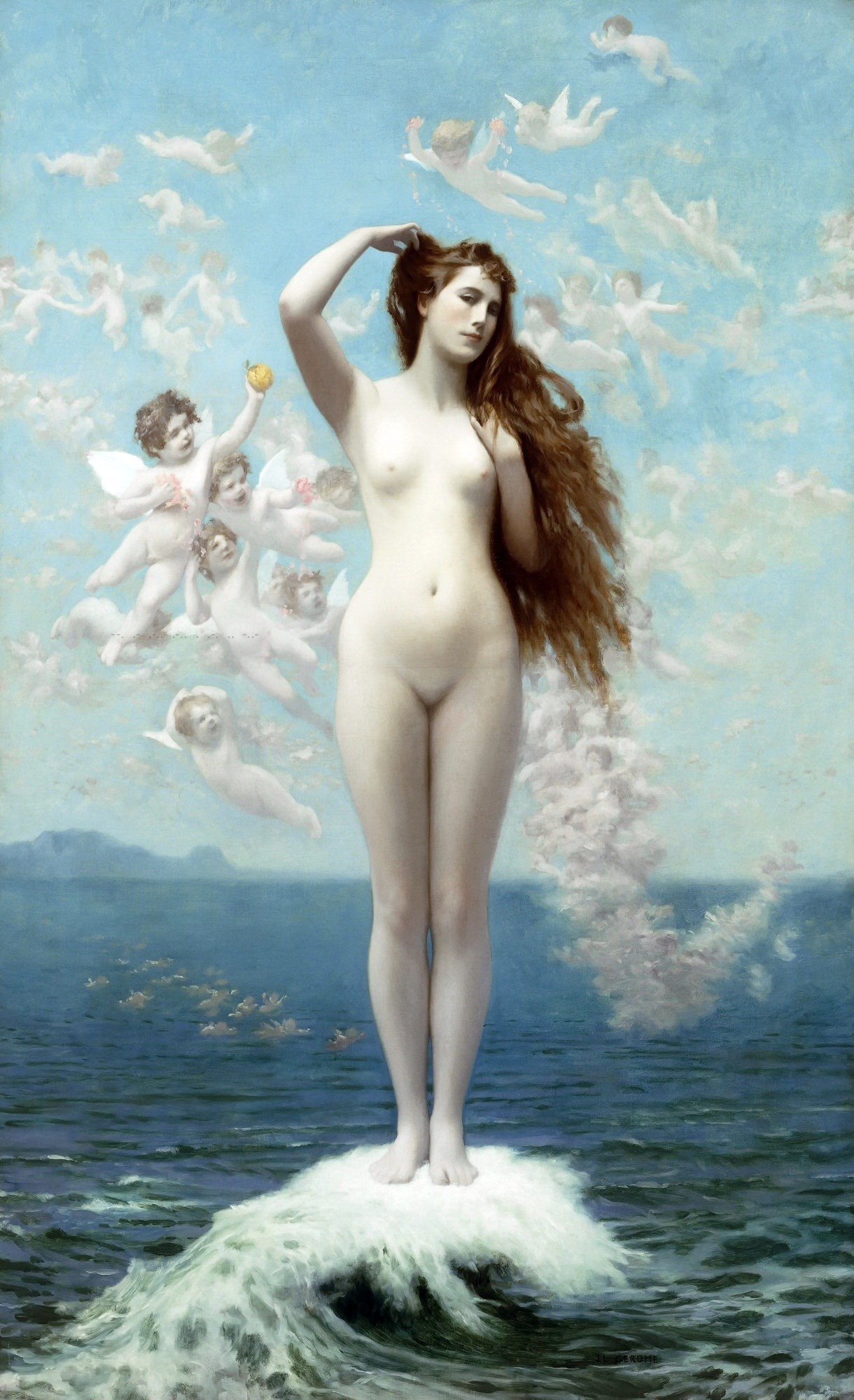
Zrození Venuše (datum neznámé)